# Дивитдар Мехмед Эмин-паша
Дивитдар Мехмед Эмин-паша, также известен как Дивитдар Эмин Мехмед-паша, Эмин Мехмед-паша или Мухаммад-паша Амин (тур. Divitdar Mehmed Emin Paşa; ? — май 1753, Каир) — османский государственный деятель, великий визирь Османской империи (3 января 1750 — 1 июля 1752).

## Биография
Дата и место его рождения неизвестны. Его отцом был визирь и губернатор Басры Ашчизаде Мехмед-паша.
С 3 января 1750 по 1 июля 1752 года Дивитдар Мехмед Эмин-паша занимал должность великого визиря Османской империи.
После своей отставки он был сослан в Ретимно на острове Крит, где пробыл полгода. В феврале 1753 году он был помилован султаном и назначен новым османским губернатором эялета Египет. Он скончался в Каире мае 1753 года или через два месяца (в августе 1753 года) после вступления в должность губернатора Египта. Он был похоронен рядом со святыней и могилой Мухаммада аш-Шафии в Фустате.